# أجنيس أوزتوليكان
أجنيس أوزتوليكان (بالمجرية: Osztolykán Ágnes)‏ (من مواليد 3 نوفمبر 1974 في زينجر بالمجر) هي سياسية مجرية وناشطة رومانية كانت عضوةً في الجمعية الوطنية لهنغاريا بين عامي 2010 و2014. حصلت أوزتوليكان على جائزة النساء الشجاعة الدولية من وزارة الخارجية الأمريكية في عام 2011.

## حياتها

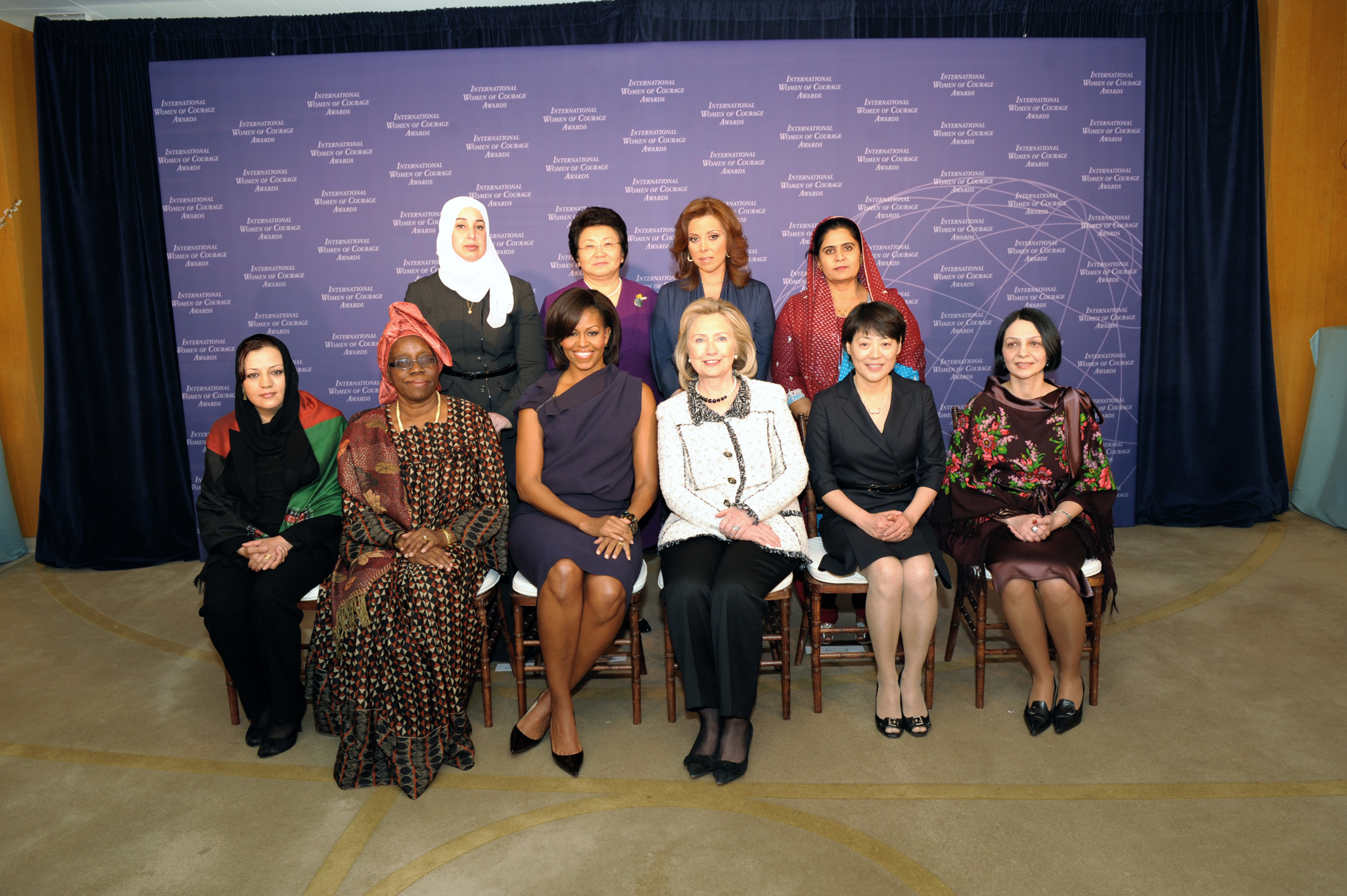
أجنيس أزتوليكان في (أول صف على الطرف الأيمن) في حفل توزيع جوائز النساء الشجاعات لعام 2011 ، 8 مارس / آذار 2011. يظهر الصف الخلفي، من اليسار إلى اليمين:إيفا أبو حلاوة منالأردن، وروزا أوتونباييفا من قيرغيزستان, وغلام صغرى من باكستان. يظهر الصف الأمامي من اليسار إلى اليمين: ماريا بشير من أفغانستان، هنريت إيجوي إيبونجو من الكاميرون، ميشيل أوباما، هيلاري كلينتون، غوو جيامي من الصين.

تخرجت أوزتوليكان من جامعة ميسكولك في عام 1998 مع شهادة في العلوم السياسية. عملت أوزتوليكان لاحقًا في مؤسسة سوروس، ثم تولت رئاسة برنامج إدماج الغجر في وزارة الشؤون الاجتماعية حيث عملت لمدة ست سنوات.
انتُخبت أوزتوليكان للبرلمان في عام 2010 وكانت عضوًا في مجموعة ليهات ماس السياسية (LMP). وفي 26 نوفمبر 2012، تم تعيينها نائبة لرئيس المجموعة البرلمانية في مجموعة ليهات ماس السياسية.
أوزتوليكان هي أيضًا ناشطة رومانية لتعليم الأطفال، والمناداة بحقوق الغجر والأقليات، وساعية للاندماج الاجتماعي للغجر في المجر. تؤيد أوزتوليكان بقوة لتدريب المهني الذي يعطي الطلاب مهارات قابلة للتسويق لسوق العمل. تعمل أوزتوليكان خارج واجباتها البرلمانية كمدرسة متطوعة في مدرسة مهنية للغجر في المقام الأول في منطقة بودابست الثامنة الفقيرة.

## وصلات خارجية
- US Department of State website